# Allium neriniflorum
Allium neriniflorum là một loài thực vật có hoa trong họ Amaryllidaceae. Loài này được (Herb.) G.Don mô tả khoa học đầu tiên năm 1855.